# Шендель, Вера Павловна
Вера Павловна Шендель (урожд. Рябушкина) (25 августа 1917, Москва — 16 декабря 1996, там же) — советская баскетболистка, заслуженный мастер спорта по баскетболу. Чемпионка Европы 1950 года. Заслуженный мастер спорта СССР (1950).

## Биография
Выступала за команду «Динамо» (Москва) в 1935—1944 годах, за Московский авиационный институт — 1945—1954. Чемпионка СССР: 1937—1940, 1944, 1946, 1947, 1951, 1954; серебряный призёр 1945, 1948, 1952, 1953.
Играла в сборной СССР в 1946—1951 года. Чемпион Европы 1950.
Окончила школу тренеров при ГЦОЛИФКе.
В 1945—1958 годах — тренер-преподаватель кафедры физвоспитания в Московском авиационном институте, затем инструктор МГС ДСО «Труд». В 1962—1973 — старший тренер ДЮСШ при стадионе «Авангард».
В 1957—1958 — секретарь тренерского совета Федерации баскетбола СССР, в 1969—1978 — секретарь президиума Федерации баскетбола Москвы.
Сестра баскетболисток Евгении и Евдокии Рябушкиных.